# Las Hermanas Calle
Las Hermanitas Calle son un dúo colombiano de música de carrilera, conformado originalmente por las hermanas Fabiola (n. 4 de diciembre de 1946) y Nelly Calle (4 de noviembre de 1949 - Medellín, 27 de febrero de 2003), oriundas del municipio de Ciudad Bolívar, en el departamento de Antioquia. Son reconocidas por temas populares como «La cuchilla», «La gaviota traidora» y «La cruz de palo».

## Biografía
Sus padres, Manuel Calle y Tulia Araque de Calle, eran aficionados a la música y tuvieron nueve hijos, entre ellos cinco mujeres, todas cantantes. Durante los años 1960, Tulia Araque llevó a sus hijas Inés y Nelly Calle a cantar a una emisora, donde llamaron la atención del compositor Israel Motatto. Tras una grabación inicial con Discos Réfalo, que no fue bien recibida por la disquera, se integró Fabiola Calle. Las primeras grabaciones exitosas fueron con Discos Victoria y Discos Carnaval, antes de firmar con Codiscos.
Posteriormente firmaron con Discos Vergara, donde estuvieron dos años, y luego regresaron a Discos Victoria, donde permanecieron en exclusividad durante 18 años. Más adelante grabaron para Sonolux, Discos Fuentes y Dago. Su primera presentación fue en Calarcá (Quindío), con motivo del aniversario de una emisora local.
En 1978 la familia Calle se trasladó a Medellín. Allí realizaron su primera presentación en el barrio Guayabal, siendo pioneras en llevar la música de carrilera a espacios públicos, en una época en que estos géneros eran considerados marginales. Gracias a su éxito y carisma, fueron llamadas Las Musas del Despecho o Las Reinas de la Canción Cantinera. En sus inicios fueron acompañadas por guitarristas, y luego por agrupaciones como Los Tres del Recuerdo, Los Cuatro del Ayer y Los Ases del Recuerdo, con músicos como Darío Álvarez, Mario Velásquez, Jaime Jiménez, Héctor Ríos, Carlos Serna, Julio Pulgarín, Noé Osorio y José Raúl Ceballos.
Cuando Nelly contrajo matrimonio en 1982, se trasladó a Estados Unidos, donde vivió durante tres años; este fue el único período en que el dúo dejó de grabar.
El 27 de febrero de 2003 falleció Nelly Calle a sus 55 años tras una larga enfermedad. Fabiola Calle, tras considerar retirarse, decidió continuar con el grupo. Primero lo hizo junto a su hermana menor Solángel, y más adelante con Mary Cañas, una cantante antioqueña con amplia trayectoria. Desde 2021, Fabiola interpreta el dúo junto a la cantante Irma Doris Salas, consolidando nuevamente el nombre del grupo.
En 2020, Las Hermanitas Calle recibieron el homenaje a Persona del Año en los Premios Nuestra Tierra, en una ceremonia virtual debido a la pandemia de COVID-19, con entrega simbólica del galardón por parte del cantante Juanes.

## En la televisión
En 2015, el Canal Caracol produjo la serie de ficción *Las hermanitas Calle*, inspirada en la historia del dúo musical.